# Ryszard Zub
Ryszard Zubnet (24 de marzo de 1934-11 de enero de 2015) fue un deportista polaco que compitió en esgrima, especialista en la modalidad de sable.
Participó en tres Juegos Olímpicos de Verano entre los años 1956 y 1964, obteniendo en total tres medallas: plata en Melbourne 1956, plata en Roma 1960 y bronce en Tokio 1964. Ganó tres medallas de oro en el Campeonato Mundial de Esgrima entre los años 1959 y 1963.

## Palmarés internacional
| Juegos Olímpicos   | Juegos Olímpicos      | Juegos Olímpicos  | Juegos Olímpicos  |
| Año                | Lugar                 | Medalla           | Prueba            |
| ------------------ | --------------------- | ----------------- | ----------------- |
| 1956               | Melbourne (Australia) | Medalla de plata  | Sable por equipos |
| 1960               | Roma (Italia)         | Medalla de plata  | Sable por equipos |
| 1964               | Tokio (Japón)         | Medalla de bronce | Sable por equipos |
| Campeonato Mundial |                       |                   |                   |
| Año                | Lugar                 | Medalla           | Prueba            |
| 1959               | Budapest (Hungría)    | Medalla de oro    | Sable por equipos |
| 1961               | Turín (Italia)        | Medalla de oro    | Sable por equipos |
| 1963               | Danzig (Polonia)      | Medalla de oro    | Sable por equipos |